# Shinhan Bank
Shinhan Bank (신한은행, SWIFT SHBKKRSE) es un banco con sede en Seúl, Corea del Sur. Históricamente era el primer banco de Corea, establecido con el nombre de Hanseong Bank en 1897. El banco fue refundado en 1982. Es parte del Grupo Financiero Shinhan, junto con el Jeju Bank. Shinhan Bank se fusionó con el Chohung Bank el 1 de abril de 2006.
Shinhan Bank empezó como una pequeña empresa con un capital social de KRW 25.000 millones, 279 empleados, y tres sucursales el 7 de julio de 1982. En la actualidad, se ha transformado en un gran banco, con unos activos totales de KRW 176,9 billones, un capital social de KRW 9,7 billones, 10.741 empleados, y 1026 sucursales a 2006. Los depósitos totales y los ingresos netos ascienden a KRW 105,3 billones y KRW 1,4 billones, respectivamente.

## Historia
Shinhan Bank es descendiente del Hanseong Bank, el primer banco moderno en Corea. Fue fundado por Kim Jong-Han en 1897, pero empezó sus operaciones alrededor de 1900. Inicialmente, fue ubicado en una pequeña casa con solo dos habitaciones. Una habitación era para el presidente, Yi Jae-Won, y la otra habitación era para el personal empleado. El banco operaba pidiendo dinero prestado a bancos japoneses a bajo interés y después prestándolo al doble de interés en el mercado local coreano. El banco tuvo éxito porque a pesar de prestar dinero al doble de la tasa al que le era prestado, los intereses del banco eran aún muy inferiores a los que se podían obtener en cualquier otro sitio de Corea en ese tiempo.
En una anecdótica historia, la primera propiedad del banco que obtuvo de garantía de un préstamo fue un burro. El personal del banco tuvo cuidar y alimentar los bienes que permanecían a su cargo como garantía.
El primer presidente del banco, Yi Jae-won era un simpatizante de los japoneses. El banco en sí tenía estrechos lazos con Japón ya que era su prestamista. Como resultado el banco fue a menudo víctima de reacciones nacionalistas, pero perduró, en parte gracias a sus bajos intereses que ofrecía.